# Ladislav Plíva
Ladislav Plíva (* 7. ledna 1952 Ústí nad Orlicí - 17. září 2011 Little Ferry (New Jersey), USA) byl český hudebník, zpěvák a výtvarník. 
Jako výtvarník a muzikant od konce 60. let byl spjat s hnutím českého undergroundu. Za svého působení v Ústí nad Orlicí byl jednou z vůdčích osobností alternativního uskupení zvaného P.A.J.Z.L. (Zkratka slov Pivo a jiné základní lihoviny), později vykládaná jako Praví a jediní zastánci lidu). 
Plíva byl iniciátorem mnoha poetických happeningů. Po podpisu Charty 77 emigroval v roce 1983 i s rodinou do USA. Žil a tvořil v Hawthornu (New Jersey). Věnoval se převážně abstraktní malbě, elektronické hudbě a konceptuálním instalacím. Ladislav Plíva byl výborným hráčem na kytaru.
Do rodného Ústí se vracel po „sametové revoluci“ poměrně pravidelně, i když ne příliš často. V roce 2008 ho ke společné výstavě pozval Jan Steklík, přední představitel českého výtvarného undergroundu a nepřehlédnutelná osobnost české výtvarné scény. Samostatné expozice dvou ústeckých přátel byly otevřeny v červnu 2008 v místní Galerii pod radnicí. Pro Ladislava „Larryho“ Plívu byla výstava úspěšným „comebackem“. Výstava se setkala s mimořádným ohlasem.